# Championnat d'Allemagne de football de deuxième division 1965-1966
Navigation
Regionalliga
1964-1965 Regionalliga
1966-1967
La Regionalliga 1965-1966 fut une compétition de football organisée par la Deutscher Fußball Bund au 2e niveau de la hiérarchie du football ouest-allemand.
Ce fut la 3e édition de cette compétition, qui se décomposait en une première phase séparée en cinq groupes (Nord, Berlin, West, Südwest, Süd), puis un tour de promotion (en allemand : Aufstiegsrunde in die Bundesliga) qui avait pour but de désigner les deux clubs promus en Bundesliga (D1).
De 1964 à 1974, ce format resta en vigueur, avec une variation du nombre de participants et du nombre de qualifiés selon les différentes "Regionalligen".

## Regionalliga Nord
Le Regionalliga Nord 1965-1966 fut une ligue située au 2e niveau de la hiérarchie du football ouest-allemand.
Ce fut la 3e édition de cette ligue qui couvrait le même territoire que l'ancienne Oberliga Nord, c'est-à-dire les villes libres de Brême et de Hambourg et les Länder de Basse-Saxe et du Schleswig-Holstein, donc les clubs affiliés à une des quatre fédérations composant la Norddeutscher Fußball-Verband (NFV).
Selon le règlement en vigueur, il n'y eut jamais de montant direct depuis les Regionalligen vers la Bundesliga. Un tour final annuel (en allemand : Aufstiegsrunde in die Bundesliga) regroupa les champions et qualifiés de chaque Regionalliga afin de désigner les deux promus.

### Compétition

#### Légende
| Légende         | |
| (T)             | Tenant du titre de la Regionalliga Nord.                                                             |
| C/TF            | Champion et qualifié pour le tour final pour une éventuelle montée en Bundesliga la saison suivante. |
| TF              | qualifié pour le tour final pour une éventuelle montée en Bundesliga la saison suivante.             |
| R               | club relégué vers les séries d'Amateurliga pour la saison suivante.                                  |
| en augmentation | club promu des séries d'Amateurliga depuis la saison précédente.                                     |

#### Classement
|      |    |                        | M  | G  | N  | P  | +  | -  | Avg  | Pts |
| ---- | -- | ---------------------- | -- | -- | -- | -- | -- | -- | ---- | --- |
| C/TF | 1  | FC St. Pauli           | 32 | 20 | 4  | 8  | 84 | 39 | 2,15 | 44  |
| TF   | 2  | 1. SC Göttingen 05     | 32 | 20 | 3  | 9  | 65 | 32 | 2,03 | 43  |
|      | 3  | Kieler SV Holstein (T) | 32 | 18 | 7  | 7  | 68 | 41 | 1,66 | 43  |
|      | 4  | TuS Bremerhaven 93     | 32 | 15 | 8  | 9  | 61 | 47 | 1,30 | 38  |
|      | 5  | VfB Lübeck             | 32 | 12 | 12 | 8  | 44 | 35 | 1,26 | 36  |
|      | 6  | SV Arminia Hannover    | 32 | 15 | 5  | 12 | 67 | 49 | 1,37 | 35  |
|      | 7  | VfL Osnabrück          | 32 | 14 | 4  | 14 | 56 | 55 | 1,02 | 32  |
|      | 8  | VfL Wolfsburg          | 32 | 15 | 2  | 15 | 55 | 55 | 1,00 | 32  |
|      | 9  | SC Concordia Hamburg   | 32 | 13 | 6  | 13 | 49 | 52 | 0,94 | 32  |
|      | 10 | FC Altona 93           | 32 | 13 | 5  | 14 | 41 | 47 | 0,87 | 31  |
|      | 11 | ASV Bergedorf 85       | 32 | 13 | 4  | 15 | 56 | 65 | 0,86 | 30  |
|      | 12 | VfB Oldenburg          | 32 | 10 | 10 | 12 | 58 | 69 | 0,84 | 28  |
|      | 13 | Bremer SV              | 32 | 13 | 2  | 17 | 58 | 68 | 0,85 | 28  |
|      | 14 | Itzehoer SV 09         | 32 | 11 | 6  | 15 | 48 | 60 | 0,80 | 28  |
|      | 15 | VfV Hildesheim         | 32 | 8  | 9  | 15 | 35 | 54 | 0,65 | 25  |
| R    | 16 | SV Friedrichsort       | 32 | 9  | 4  | 19 | 54 | 74 | 0,73 | 22  |
| R    | 17 | SC Victoria Hamburg    | 32 | 4  | 7  | 21 | 36 | 84 | 0,43 | 15  |

### Relégation depuis la Bundesliga
À la fin de cette saison, aucun club affilié à la Norddeutscher Fußball-Verband (NFV) ne fut relégué de la Bundesliga.

### Relégation/Montée avec l'étage inférieur
À la fin de la saison, les deux derniers classés furent relégués vers les séries d'Amateurliga. 
Deux formations furent promues à l'issue du tour final des Amateurligen ("Bremen", "Hamburg", "Niedersachsen" et "Schleswig-Holstein"). Les montants furent: HSV Barmbek-Uhlenhorst et SC Sperber.

## Regionalliga Berlin
Le Regionalliga Berlin 1965-1966 fut une ligue située au 2e niveau de la hiérarchie du football ouest-allemand.
Ce fut la 3e édition de cette ligue qui couvrait le même territoire que l'ancienne Oberliga Berlin, c'est-à-dire la zone de Berlin-Ouest et donc concernait les clubs affiliés à la Verband Berliner Ballspielvereine (VBB).
Selon le règlement en vigueur, il n'y eut jamais de montant direct depuis les Regionalligen vers la Bundesliga. Un tour final annuel (en allemand : Aufstiegsrunde in die Bundesliga) regroupa les champions et qualifiés de chaque Regionalliga afin de désigner les deux promus.

### Compétition

#### Légende
| Légende         | |
| (T)             | Tenant du titre de la Regionalliga Berlin.                                                           |
| C/TF            | Champion et qualifié pour le tour final pour une éventuelle montée en Bundesliga la saison suivante. |
| en diminution   | club relégué de la Bundesliga depuis la saison précédente.                                           |
| en augmentation | club promu des séries inférieures depuis la saison précédente.                                       |
| R               | club relégué vers les séries de l'Amateurliga Berlin pour la saison suivante.                        |

#### Classement
|      |    |                            | M  | G  | N | P  | +   | -  | Avg  | Pts |
| ---- | -- | -------------------------- | -- | -- | - | -- | --- | -- | ---- | --- |
| C/TF | 1  | Hertha BSC Berlin          | 30 | 29 | 0 | 1  | 136 | 25 | 5,44 | 58  |
|      | 2  | Tennis Borussia Berlin (T) | 30 | 21 | 2 | 7  | 108 | 50 | 2,16 | 44  |
|      | 3  | Spandauer SV               | 30 | 18 | 6 | 6  | 88  | 53 | 1,66 | 42  |
|      | 4  | SC Wacker 04 Berlin        | 30 | 16 | 4 | 10 | 77  | 52 | 1,48 | 36  |
|      | 5  | FC Hertha 03 Zehlendorf    | 30 | 16 | 3 | 11 | 55  | 43 | 1,28 | 35  |
|      | 6  | SC Staaken 1919            | 30 | 14 | 6 | 10 | 54  | 47 | 1,15 | 34  |
|      | 7  | Berliner FC Südring        | 30 | 10 | 8 | 12 | 49  | 53 | 0,92 | 28  |
|      | 8  | 1. FC Neukölln             | 30 | 11 | 6 | 13 | 51  | 62 | 0,82 | 28  |
|      | 9  | Berliner SV 92             | 30 | 13 | 1 | 16 | 49  | 65 | 0,75 | 27  |
|      | 10 | SV Blau-Weiss Berlin       | 30 | 10 | 5 | 15 | 50  | 58 | 0,86 | 25  |
|      | 11 | Reinickendorfer Füchse     | 30 | 10 | 5 | 15 | 50  | 70 | 0,71 | 25  |
|      | 12 | VfB Hermsdorf              | 30 | 10 | 4 | 16 | 61  | 75 | 0,81 | 24  |
|      | 13 | Lichterfelder Sport Union  | 30 | 9  | 5 | 6  | 34  | 82 | 0,41 | 23  |
| R    | 14 | SC Tegel                   | 30 | 8  | 6 | 16 | 34  | 76 | 0,45 | 22  |
| R    | 15 | SC Gatow 1931              | 30 | 7  | 5 | 18 | 36  | 60 | 0,60 | 19  |
| R    | 16 | Berliner FC Viktoria 89    | 30 | 3  | 4 | 23 | 34  | 93 | 0,37 | 10  |

### Relégation depuis la Bundesliga
À la fin de cette saison, un club (SC Tasmania 1900) affilié à la Verband Berliner Ballspielvereine (VBB) fut relégué de la Bundesliga.

### Relégation/Montée avec l'étage inférieur
À la fin de la saison, les trois derniers classés furent relégués vers les séries de l'Amateurliga Berlin. 
Il y eut un descendant supplémentaire car un club de Berlin-Ouest (SC Tasmania) descendait de la Bundesliga
Deux clubs furent promus des séries de l'Amateurliga Berlin. Les deux montants furent : BSC Kickers 1900 et SC Rapide Wedding 1893.

## Regionalliga West
Le Regionalliga West 1965-1966 fut une ligue située au 2e niveau de la hiérarchie du football ouest-allemand.
Ce fut la 3e édition de cette ligue qui couvrait le même territoire que les anciennes Oberliga et 2. Oberliga West, c'est-à-dire le Land de Rhénanie du Nord-Wesphalie, donc les clubs affiliés à une des trois fédérations composant la Westdeutscher Fußball-und Leichtathletikverband (WFLV).
Selon le règlement en vigueur, il n'y eut jamais de montant direct depuis les Regionalligen vers la Bundesliga. Un tour final annuel (en allemand : Aufstiegsrunde in die Bundesliga) regroupa les champions et qualifiés de chaque Regionalliga afin de désigner les deux promus.

### Compétition

#### Légende
| Légende         | |
| C/TF            | Champion et qualifié pour le tour final pour une éventuelle montée en Bundesliga la saison suivante. |
| TF              | Qualifié pour le tour final pour une éventuelle montée en Bundesliga la saison suivante.             |
| R               | club relégué vers les séries de Verbandsliga pour la saison suivante.                                |
| en augmentation | club promu des séries de Verbandsliga depuis la saison précédente.                                   |

#### Classement
|      |    | Clubs                      | M  | G  | N  | P  | +  | -  | Avg  | Pts |
| ---- | -- | -------------------------- | -- | -- | -- | -- | -- | -- | ---- | --- |
| C/TF | 1  | Fortuna Düsseldorf         | 34 | 26 | 6  | 2  | 79 | 22 | 3,59 | 58  |
| TF   | 2  | Rot-Weiss Essen            | 34 | 23 | 7  | 4  | 74 | 31 | 2,39 | 53  |
|      | 3  | Aachener TSV Alemannia     | 34 | 24 | 3  | 7  | 97 | 40 | 2,43 | 51  |
|      | 4  | Rot-Weiss Oberhausen       | 34 | 16 | 5  | 13 | 61 | 46 | 1,33 | 37  |
|      | 5  | Wuppertaler SV             | 34 | 13 | 11 | 10 | 49 | 43 | 1,14 | 37  |
|      | 6  | SC Preussen Münster        | 34 | 13 | 8  | 13 | 55 | 47 | 1,17 | 34  |
|      | 7  | Schwarz-Weiss Essen        | 34 | 13 | 8  | 13 | 47 | 47 | 1,00 | 34  |
|      | 8  | Sportfreunde Hamborn 07    | 34 | 13 | 8  | 13 | 44 | 46 | 0,96 | 34  |
|      | 9  | SC Viktoria 04 Köln        | 34 | 13 | 8  | 13 | 51 | 59 | 0,86 | 34  |
|      | 10 | DSC Arminia Bielefeld      | 34 | 13 | 6  | 15 | 60 | 58 | 1,03 | 32  |
|      | 11 | Eintracht Duisburg 1848    | 34 | 11 | 8  | 15 | 47 | 53 | 0,89 | 30  |
|      | 12 | VfL Bochum                 | 34 | 12 | 6  | 16 | 46 | 66 | 0,70 | 30  |
|      | 13 | TSV Marl-Hüls              | 34 | 11 | 7  | 16 | 47 | 58 | 0,81 | 29  |
|      | 14 | SV Bayer 04 Leverkusen     | 34 | 9  | 8  | 17 | 49 | 75 | 0,65 | 26  |
|      | 15 | SC Westfalia 05 Herne      | 34 | 8  | 10 | 16 | 39 | 66 | 0,59 | 26  |
|      | 16 | SG Eintracht Gelsenkirchen | 34 | 7  | 12 | 15 | 36 | 67 | 0,54 | 26  |
| R    | 17 | VfB Bottrop                | 34 | 8  | 8  | 18 | 47 | 68 | 0,69 | 24  |
| R    | 18 | STV Horst-Emscher          | 34 | 6  | 5  | 23 | 42 | 78 | 0,54 | 17  |

### Relégation depuis la Bundesliga
À la fin de cette saison, aucun club affilié à la Westdeutscher Fußball-und Leichtathletikverband (WFLV) ne fut relégué de la Bundesliga.

### Relégation/Montée avec l'étage inférieur
À la fin de la saison, les deux derniers classés furent relégués vers les séries de Verbandsliga. Comme deux clubs de la "Regionalliga West" (Fortuna Düsseldorf et Rot-Weiss Essen) furent promus en Bundesliga lors du tour final, il y eut deux montants depuis les Verbandsligen ("Mittelrhein", "Niederrhein" et "Westfalen"). La Fédération régionale s'emmêla un peu les pinceaux ! Un barrage fut organisé entre le 17e de Regionalliga, le VfB Bottrop et le Bonner SC. Bottrop s'imposa et crut se sauver, mais la WFLV annula le résultat de ce match, car Bottrop avait terminé en position de relégué et devait descendre. Les quatre montants furent :
- VfR Neuss
- SSV Hagen
- Hammer SpVgg
- Bonner SC

## Regionalliga Südwest
Le Regionalliga Südwest 1965-1966 fut une ligue située au 2e niveau de la hiérarchie du football ouest-allemand.
Ce fut la 3e édition de cette ligue qui couvrait le même territoire que les anciennes Oberliga et 2. Oberliga Südwest, c'est-à-dire les Länder de Rhénanie-Palatinat et de Sarre, donc les clubs affiliés à une des trois fédérations composant la Fußball-Regional-Verband Südwest (FRVS).
Selon le règlement en vigueur, il n'y eut jamais de montant direct depuis les Regionalligen vers la Bundesliga. Un tour final annuel (en allemand : Aufstiegsrunde in die Bundesliga) regroupa les champions et qualifiés de chaque Regionalliga afin de désigner les deux promus.

### Compétition

#### Légende
| Légende         | |
| (T)             | Tenant du titre de la Regionalliga Südwest.                                                          |
| C/TF            | Champion et qualifié pour le tour final pour une éventuelle montée en Bundesliga la saison suivante. |
| TF              | qualifié pour le tour final pour une éventuelle montée en Bundesliga la saison suivante.             |
| R               | club relégué vers les séries d'Amateurliga pour la saison suivante.                                  |
| en augmentation | club promu des séries d'Amateurliga depuis la saison précédente.                                     |

#### Classement
|      |    |                              | M  | G  | N | P  | +  | -  | Avg  | Pts |
| ---- | -- | ---------------------------- | -- | -- | - | -- | -- | -- | ---- | --- |
| C/TF | 1  | FK Pirmasens                 | 30 | 17 | 7 | 6  | 62 | 31 | 2,00 | 41  |
| TF   | 2  | 1. FC Saarbrücken (T)        | 30 | 18 | 4 | 8  | 89 | 40 | 2,23 | 40  |
|      | 3  | 1. FSV Mainz 05              | 30 | 16 | 6 | 8  | 66 | 39 | 1,69 | 38  |
|      | 4  | TuS Neuendorf                | 30 | 18 | 2 | 10 | 81 | 62 | 1,31 | 38  |
|      | 5  | VfR Wormatia Worms 08        | 30 | 14 | 4 | 12 | 52 | 41 | 1,27 | 32  |
|      | 6  | SV Saar 05 Saarbrücken       | 30 | 12 | 8 | 10 | 44 | 39 | 1,13 | 32  |
|      | 7  | VfR Frankenthal              | 30 | 12 | 7 | 11 | 55 | 50 | 1,10 | 31  |
|      | 8  | SV 06 Völklingen             | 30 | 13 | 5 | 12 | 52 | 58 | 1,90 | 31  |
|      | 9  | SV Alsenborn                 | 30 | 11 | 8 | 11 | 57 | 55 | 1,04 | 30  |
|      | 10 | SpVgg Weisenau               | 30 | 13 | 2 | 15 | 61 | 66 | 0,92 | 28  |
|      | 11 | SV Südwest 1848 Ludwigshafen | 30 | 10 | 7 | 13 | 46 | 50 | 0,92 | 27  |
|      | 12 | FC Phönix Bellheim           | 30 | 11 | 4 | 15 | 36 | 60 | 0,60 | 26  |
|      | 13 | Eintracht Trier              | 30 | 9  | 7 | 14 | 44 | 49 | 0,90 | 25  |
| R    | 14 | Ludwigshafener SC 1925       | 30 | 9  | 4 | 17 | 43 | 61 | 0,70 | 22  |
| R    | 15 | BSC 1914 Oppau               | 30 | 9  | 3 | 18 | 37 | 64 | 0,58 | 21  |
| R    | 16 | TSC Zweibrücken              | 30 | 7  | 4 | 19 | 41 | 81 | 0,51 | 18  |

### Changement d'appellation
Le 9 mai 1966, le SV 06 Völklingen ajouta la mention "Röchling" à son appellation. La famille Röchling est une dynastie d'industriels de l'acier et le principal pourvoyeur d'emploi de la ville de Völklingen. Le cercle prit donc le nom de SV Röchling Völklingen 06.

### Relégation depuis la Bundesliga
À la fin de cette saison, un club (B. Neunkirchen) affilié à la Fußball-Regional-Verband Südwest (FRVS) fut relégué de la Bundesliga.

### Relégation/Montée avec l'étage inférieur
À la fin de la saison, les trois derniers classés furent relégués vers les séries d'Amateurliga. il y eut un descendant supplémentaire à la suite du retour d'un club de la zone « Sud-Ouest » depuis la Bundesliga.
Deux formations furent promues après le tour final des Amateurligen (« Rheinland », « Saarland » et « Südwest »). Les deux montants furent FC 08 Homburg et FC Germania Metternich.

## Regionalliga Süd
Le Regionalliga Süd 1965-1966 fut une ligue située au 2e niveau de la hiérarchie du football ouest-allemand.
Ce fut la 3e édition de cette ligue qui couvrait le même territoire que les anciennes Oberliga et 2. Oberliga Süd, c'est-à-dire les Länder de Bade-Wurtemberg, de Bavière et de Hesse, donc les clubs affiliés à une des cinq fédérations composant la Süddeutscher Fußball-Verband (SFV).
Selon le règlement en vigueur, il n'y eut jamais de montant direct depuis les Regionalligen vers la Bundesliga. Un tour final annuel (en allemand : Aufstiegsrunde in die Bundesliga) regroupa les champions et qualifiés de chaque Regionalliga afin de désigner les deux promus.

### Compétition

#### Légende
| Légende         | |
| C/TF            | Champion et qualifié pour le tour final pour une éventuelle montée en Bundesliga la saison suivante. |
| TF              | qualifié pour le tour final pour une éventuelle montée en Bundesliga la saison suivante.             |
| R               | club relégué vers les séries d'Amateurliga pour la saison suivante.                                  |
| en augmentation | club promu des séries d'Amateurliga depuis la saison précédente.                                     |

#### Classement
|      |    |                        | M  | G  | N  | P  | +  | -   | Avg  | Pts |
| ---- | -- | ---------------------- | -- | -- | -- | -- | -- | --- | ---- | --- |
| C/TF | 1  | 1. FC Schweinfurt 05   | 34 | 22 | 5  | 7  | 74 | 39  | 1,90 | 49  |
| TF   | 2  | Offenbacher FC Kickers | 34 | 20 | 8  | 6  | 78 | 48  | 1,63 | 48  |
|      | 3  | SV Waldhof Mannheim 07 | 34 | 18 | 3  | 13 | 78 | 60  | 1,30 | 39  |
|      | 4  | SpVgg Fürth            | 34 | 16 | 6  | 12 | 70 | 50  | 1,40 | 38  |
|      | 5  | SV Stuttgarter Kickers | 34 | 14 | 9  | 11 | 65 | 52  | 1,25 | 37  |
|      | 6  | KSV Hessen Kassel      | 36 | 13 | 10 | 11 | 70 | 62  | 1,13 | 36  |
|      | 7  | 1. FC Pforzheim        | 34 | 13 | 10 | 11 | 48 | 46  | 1,04 | 36  |
|      | 8  | SSV Reutlingen         | 34 | 14 | 6  | 14 | 60 | 50  | 1,20 | 34  |
|      | 9  | FC Bayern Hof 1910     | 34 | 12 | 10 | 12 | 71 | 63  | 1,13 | 34  |
|      | 10 | SC Opel 06 Rüsselsheim | 34 | 13 | 8  | 13 | 58 | 61  | 0,95 | 34  |
|      | 11 | TSV Schwaben Augsburg  | 34 | 13 | 7  | 14 | 66 | 62  | 1,06 | 32  |
|      | 12 | VfR Mannheim           | 34 | 10 | 13 | 13 | 55 | 60  | 0,92 | 33  |
|      | 13 | SV Darmstadt 98        | 34 | 14 | 5  | 15 | 54 | 71  | 0,76 | 33  |
|      | 14 | FSV Frankfurt          | 34 | 14 | 4  | 16 | 61 | 76  | 0,80 | 32  |
|      | 15 | Freiburger FC          | 34 | 11 | 7  | 16 | 55 | 59  | 0,93 | 29  |
| R    | 16 | ESV Ingolstadt-Ringsee | 34 | 12 | 5  | 17 | 63 | 75  | 0,84 | 29  |
| R    | 17 | SpVgg Weiden           | 34 | 10 | 7  | 17 | 51 | 64  | 0,80 | 27  |
| R    | 18 | VfR Pforzheim          | 34 | 4  | 3  | 27 | 45 | 122 | 0,37 | 11  |

### Relégation depuis la Bundesliga
À la fin de cette saison, aucun club affilié à la Süddeutscher Fußball-Verband (SFV) ne fut relégué de la Bundesliga.

### Relégation/Montée avec l'étage inférieur
À la fin de la saison, les trois derniers classés furent relégués vers les séries d'Amateurliga. 
Trois formations furent promues à l'issue du tour final des Amateurligen ("Bade-Württemberg", "Bayern" et "Hessen"). Les montants furent : BC Augsburg, FC 08 Villingen et SG Germania Wiesbaden.

## Tour de promotion
Le Tour de promotion des Regionalligen 1965-1966  (en allemand : Aufstiegsrunde in die Bundesliga) fut une compétition de football organisée par la Deutscher Fussball Bund, au 2e niveau de la hiérarchie du football ouest-allemand.
Ce fut la 3e édition de cette compétition qui avait pour but de désigner les deux clubs promus entre la Regionalliga (D2) et la Bundesliga (D1).
De 1964 à 1974, il n'y eut aucun montant direct du 2e vers le 1er niveau du football ouest-allemand. Le tour final décida quels étaient les promus.
Au fil des onze éditions, le nombre de participants et surtout le nombre de qualifiés selon les différentes « Regionalligen » évoluèrent.

### Participants 1965-1966
Ils sont neuf :
- Regionalliga Nord :
  - FC St. Pauli
- Regionalliga Berlin :
  - Hertha BSC Berlin
  - 1. SC Göttingen
- Regionalliga West :
  - Fortuna Düsseldorf
  - Rot-Weiss Essen
- Regionalliga Südwest :
  - FK Pirmasens
  - 1. FC Saarbrücken
- Regionalliga Süd :
  - 1. FC Schweinfurt 05
  - Offenbacher FC Kickers

### Résultats & classements
Un tour préliminaire élimine une formation.
Dans les deux groupes respectifs, les différents clubs engagés s'affrontèrent par matches "aller/retour".

#### Légende
| Légende |                                                                |
| Q       | Qualifié pour la phase de groupe.                              |
| P       | Vainqueur de groupe et promu en Bundesliga la saison suivante. |

#### Tour préliminaire
| Date       | Match                                  | Résultat | Remarques |
| ---------- | -------------------------------------- | -------- | --------- |
| 22/05/1966 | 1. FC Saarbrücken – 1. SC Göttingen 05 | 4-0      |           |
| 29/05/1966 | 1. SC Göttingen 05 – 1. FC Saarbrücken | 0-3      |           |
| Q          | 1. FC Saarbrücken                      | Qualifié |           |

#### Groupe 1

##### Matches
| Dates      | Matches                                     | Résultats | Remarques |
| ---------- | ------------------------------------------- | --------- | --------- |
| 04/06/1966 | Fortuna Düsseldorf – Offenbacher FC Kickers | 2-0       |           |
| 04/08/1966 | Hertha BSC Berlin – FK Pirmasens            | 1-1       |           |
| 08/06/1966 | Offenbacher FC Kickers – Hertha BSC Berlin  | 1-0       |           |
| 08/06/1966 | FK Pirmasens – Fortuna Düsseldorf           | 3-2       |           |
| 12/06/1966 | Fortuna Düsseldorf – Hertha BSC Berlin      | 4-1       |           |
| 11/06/1966 | Offenbacher FC Kickers – FK Pirmasens       | 2-2       |           |
| 18/06/1966 | Offenbacher FC Kickers – Fortuna Düsseldorf | 1-5       |           |
| 18/06/1966 | FK Pirmasens – Hertha BSC Berlin            | 2-1       |           |
| 22/06/1966 | Hertha BSC Berlin – Offenbacher FC Kickers  | 2-1       |           |
| 22/06/1966 | Fortuna Düsseldorf – FK Pirmasens           | 2-0       |           |
| 26/06/1966 | Hertha BSC Berlin – Fortuna Düsseldorf      | 3-2       |           |
| 26/06/1966 | FK Pirmasens – Offenbacher FC Kickers       | 2-0       |           |

##### Classement
|   |   |                        | M | G | N | P | +  | -  | Avg  | Pts |
| - | - | ---------------------- | - | - | - | - | -- | -- | ---- | --- |
| P | 1 | Fortuna Düsseldorf     | 6 | 4 | 0 | 2 | 17 | 8  | 2,13 | 8   |
|   | 2 | FK Pirmasens           | 6 | 3 | 2 | 1 | 10 | 8  | 1,25 | 8   |
|   | 3 | Hertha BSC Berlin      | 6 | 2 | 1 | 3 | 8  | 11 | 0,73 | 5   |
|   | 4 | Offenbacher FC Kickers | 6 | 1 | 1 | 4 | 5  | 13 | 0,38 | 3   |

#### Groupe 2

##### Matches
| Dates      | Matches                                  | Résultats | Remarques |
| ---------- | ---------------------------------------- | --------- | --------- |
| 04/06/1966 | FC St. Pauli – Rot-Weiss Essen           | 1-0       |           |
| 04/06/1966 | 1. FC Saarbrücken – 1. FC Schweinfurt 05 | 4-2       |           |
| 08/06/1966 | Rot-Weiss Essen – 1. FC Saarbrücken      | 3-2       |           |
| 08/06/1966 | 1. FC Schweinfurt 05 – FC St. Pauli      | 2-1       |           |
| 12/06/1966 | FC St. Pauli – 1. FC Saarbrücken         | 3-2       |           |
| 12/06/1966 | Rot-Weiss Essen – 1. FC Schweinfurt 05   | 3-0       |           |
| 18/06/1966 | Rot-Weiss Essen – FC St. Pauli           | 0-1       |           |
| 18/06/1966 | 1. FC Schweinfurt 05 – 1. FC Saarbrücken | 0-0       |           |
| 22/06/1966 | 1. FC Saarbrücken – Rot-Weiss Essen      | 1-2       |           |
| 22/06/1966 | FC St. Pauli – 1. FC Schweinfurt 05      | 3-1       |           |
| 26/06/1966 | 1. FC Saarbrücken – FC St. Pauli         | 3-1       |           |
| 26/06/1966 | 1. FC Schweinfurt 05 – Rot-Weiss Essen   | 1-2       |           |

##### Classement
|   |   |                      | M | G | N | P | +  | -  | Avg  | Pts |
| - | - | -------------------- | - | - | - | - | -- | -- | ---- | --- |
| P | 1 | Rot-Weiss Essen      | 6 | 4 | 0 | 2 | 10 | 6  | 1,67 | 8   |
|   | 2 | FC St. Pauli         | 6 | 4 | 0 | 2 | 10 | 8  | 1,25 | 8   |
|   | 3 | 1. FC Saarbrücken    | 6 | 2 | 1 | 3 | 12 | 11 | 1,09 | 5   |
|   | 4 | 1. FC Schweinfurt 05 | 6 | 1 | 1 | 4 | 6  | 13 | 0,46 | 3   |